# مارک آردن
مارک آردن (انگلیسی: Mark Arden؛ زادهٔ ۳۱ ژوئیهٔ ۱۹۵۶) کمدین اهل بریتانیا است. وی از سال ۱۹۷۷ میلادی تاکنون مشغول فعالیت بوده‌است.
از فیلم‌ها یا مجموعه‌های تلویزیونی که وی در آن‌ها نقش داشته‌است، می‌توان به بلک‌ادر اشاره نمود.